# Vingeløs ionvind el-generator
En vingeløs ionvind el-generator eller et energihegn er et foreslået vindenergi apparat, som producerer elektrisk energi direkte ved at vinden blæser elektrisk ladning fra en elektrode til en anden - uden bevægelige dele.
Et vingeløs ionvindsgenerator design anvender vand forstøvet fra en dyse med retning mod en torusformet elektrode med en elektrisk startladning. Dette inducerer en modsat ladning i vandet, og når vandet flyder ud af dysen, vil hver vanddråbe medbringe en lille elektrisk ladning. Disse dråber blæses af vinden og går gennem centrum af den modsat elektrisk ladede torus uden at røre den. Dråberne rammer herefter et fint metalnet og overfører den medbragte elektriske ladning. 
Et andet alternativ er at anvende jorden som den anden elektrode.  Fordelen ved dette system er at der ikke er nogle bevægelige dele, undtagen dråberne. Ulemperne er at der skal tilføres en stadig strøm af vand, den vindprofil ikke kan minskes, den kræver mange små dele - og den skal optimeres til at have så lav koronaudladning som muligt.  Apparatet ville producere jævnstrøm. Via en speciel vekselretter vil man kunne sende den elektriske energi ud i elnettet.
Lord Kelvin lavede et lignende apparat som konverterede noget af de faldende dråbers kinetiske energi om til højspænding - nogle gange kaldet "Kelvingenerator".

## Patenter
- U.S. Patent 4.206.396 : Charged aerosol generator with uni-electrode source (Alvin Marks)
- U.S. Patent 4.433.248 : Charged aerosol wind/electric power generator with solar and/or gravitational regeneration (Alvin Marks)